# Fénix

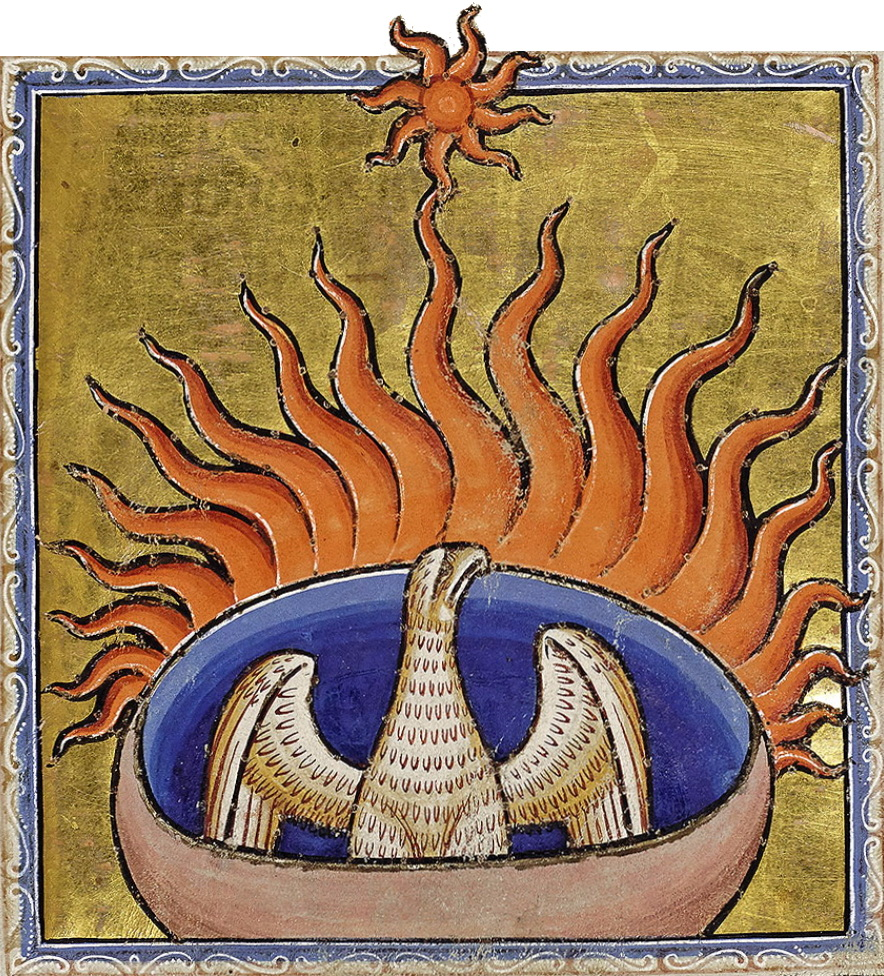
Fénix

Fénix je bájný pták, který se vyskytuje v mytologiích mnoha národů. V podrobnostech se jednotlivé mytologie liší, základním atributem je však fakt, že Fénix zemře spálením sebe samého a opět se ze svého popela narodí. Nejstarším východiskem představy Fénixe je egyptský pták Bennu, spojovaný s bohem Re a zobrazován jako volavka nebo sokol s volavčí hlavou. Prvním autorem, který použil slovo Fénix, byl Hérodotos, a to při popisu Reovy svatyně v Heliopoli a kultu ptáka Bennu. Podle Hérodota přilétá starý Fénix jednou za 500 let do chrámu v Héliopoli a přináší s sebou nabalzamovanou mrtvolu svého uhynulého otce. Ovidius ve svých Proměnách tento údaj pozměnil v tom smyslu, že starý Fénix v Heliopoli jednou za 500 let shoří a znovu se narodí jako mladý pták. 
Číňané svého Fénixe nazývají Feng-chuang, ačkoliv ten se od evropského Fénixe značně liší. Feng chuang je symbolem obnovy, ale také ženského principu jin. Často bývá zobrazený spolu s drakem, aby společně symbolizovali harmonii principů jin a jang. Fénix je univerzální symbol znovuzrození, jedná se patrně o jeden z archetypů lidstva.